# 笼笼竹
笼笼竹（学名：Fargesia conferta）为禾本科箭竹属下的一个种。

## 扩展阅读
- 維基物種上的相關：笼笼竹